# Ritorno a Maria Worth
Ritorno a Maria Worth (Der Arzt vom Wörthersee) è un film per la televisione del 2006, diretto da Karsten Wichniarz e parte delle riprese si sono tenute nel castello di Reifnitz.

## Trama
A Maria Wörth vivono Susanne Scheuring e Max Benninger, due giovani medici che precedentemente hanno avuto una relazione sentimentale complicata. Il padre di Susanne, Rüdiger, è sindaco della città, che per i suoi scopi è abituato a manipolare le persone. Susanne col passare del tempo, scopre che la causa della separazione con Max è proprio suo padre e alla fine cerca di riallacciare un rapporto con il suo collega.